# Price Cobb
Price Cobb (ur. 10 grudnia 1954 roku w Dallas) – amerykański kierowca wyścigowy.

## Kariera
Cobb rozpoczął karierę w międzynarodowych wyścigach samochodowych w 1974 roku od startów w wyścigu Grand Prix de Trois-Rivieres, w którym uplasował się na dziewiątej pozycji. W późniejszych latach Amerykanin pojawiał się także w stawce CASC Player's Challenge Series, Formuły Atlantic, SCCA Citicorp Can-Am Challenge, North American Formula Atlantic Championship, Amerykańskiej Formuły Super Vee, Formula Mondial North America, Grand Prix Makau, IMSA Camel GTO, IMSA Camel GTP Championship, 24-godzinnego wyścigu Le Mans, SCCA/Escort Endurance Championship, World Sports-Prototype Championship, All Japan Sports Prototype Car Endurance Championship, Fuji Long Distance Series, IMSA World Sports Car Championship, SCCA Trans-Am, FIA GT Championship, Grand American Sports Car Series oraz Grand American Rolex Series.